# Europäisches Datum 1979
Das ED79 des geodätischen Europanetzes ist eine besonders genaue Version des ED50 (European Datum 1950) bzw. des ED77.
Es ist das letzte international ausgeglichene Vermessungsnetz West- und Mitteleuropas, das vorwiegend auf terrestrischen Messungen beruht. Doch ist der Einfluss der Lotabweichungen auf die Messungen und die Netzgeometrie genau berücksichtigt (astro-geodätische Netzausgleichung); ferner wurde die stabilisierende Wirkung von Laplace-Azimuten genutzt. 
Die seitdem erfolgten Überarbeitungen und modernsten Netze kombinieren zwar ebenfalls die Daten der einzelnen staatlichen Landesvermessungen, beziehen aber (im Gegensatz zu den Netzen bis etwa 1980) auch Ergebnisse der Satellitengeodäsie ein. Die Bedeutung der Letzteren nimmt langfristig zu, weil die großräumige Genauigkeit der Satellitenmethoden (GPS, SLR, Altimetrie usw.) den bodengebundenen Messungen überlegen ist.
In den Netzversionen des ED50 bzw. des ED77 sind zwar die Verbindungsnähte der einzelnen Landesvermessungen theoretisch einwandfrei berechnet, doch waren bis in die 1970er Jahre die Daten der Lotabweichungen noch sehr unvollständig.
Unter der Vorreiterrolle von Gebirgsländern wie Österreich (K. Ledersteger, K. Litschauer) und später der Schweiz und Skandinavien, sowie Deutschlands (H. Sigl, W. Torge) und nach Publikationen über einige Testnetze (Bayern/Allgäu, Wien, Hannover) wurde die Bedeutung der Lotabweichungen zur Genauigkeitssteigerung auch großer Netze anerkannt. Die europäischen Vermessungsverwaltungen einigten sich in einem – allerdings langwierigen – Prozess auf mehrere Neubearbeitungen des Europanetzes, der schließlich in die Version ED77 mündete. Bald darauf verfügten auch die flacheren Länder Westeuropas über genügend Lotabweichungsdaten, um die Überarbeitung zum ED79 in Angriff zu nehmen.
Im für die astro-geodätische Netzausgleichung besonders engagierten Österreich erhöhte sich die Genauigkeit im Netz erster Ordnung durch die Lotabweichungs-Reduktion um etwa ein Drittel, obwohl die flachen Visuren zwischen annähernd gleich hohen Berggipfeln davon fast unberührt blieben.